# Vila Seca (Barcelos)
Vila Seca es una freguesia portuguesa del concelho de Barcelos, con 6,08 km² de superficie y 1275 habitantes (2001). Densidad de población: 209,7 hab/km².